# Tom Wedberg
Tom Wedberg (ur. 26 listopada 1953 w Sztokholmie) – szwedzki szachista, arcymistrz od 1990 roku.

## Kariera szachowa
Od końca [lat 70. do pierwszych lat XXI wieku znajdował się w czołówce szwedzkich szachistów. Sześciokrotnie (w latach 1978–1992) reprezentował swój kraj na szachowych olimpiadach oraz trzykrotnie (1980–2001) na drużynowych mistrzostwach Europy. W roku 1978 zdobył swój pierwszy medal w indywidualnych mistrzostwach Szwecji, zajmując w Degerforsie III miejsce. Drugi medal – złoty – wywalczył w roku 2000 w Örebro.
Wystąpił w wielu międzynarodowych turniejach, sukcesy odnosząc w m.in. Ramsgate (1979, turniej B, I miejsce), Kopenhadze (turnieje Politiken Cup: 1981, I-III m. oraz 1982, I m.), Esbjergu (1983, mistrzostwa krajów nordyckich, II m. za Curtem Hansenem), Malmö (1988, I-II m. wraz z Ferdinandem Hellersem), Osterskars (1995, open, dzielone I m.), oraz Sztokholmie (1989/90, turniej Rilton Cup – I m., 1999 – I m., 2000 – I m., 2001/02 – Rilton Cup – dz. I m. wraz z Bogdanem Laliciem, Walerijem Popowem i Jewgienijem Agrestem).
Najwyższy ranking w karierze osiągnął 1 kwietnia 2002 r., z wynikiem 2540 punktów zajmował wówczas 4. miejsce (za Ferdinandem Hellersem, Ulfem Anderssonem i Jewgienijem Agrestem) wśród szwedzkich szachistów.